# Shaun of the Dead
Shaun of the Dead (conocida como El desesperar de los muertos o Muertos de risa en Hispanoamérica y Zombies party (una noche... de muerte) en España) es una película de comedia británica-francesa estrenada en 2004. Fue dirigida por Edgar Wright y protagonizada por Simon Pegg y Nick Frost. La película mezcla los géneros de comedia y cine de terror, basándose en cintas sobre muertos vivientes y particularmente en el trabajo del director estadounidense George A. Romero. La fotografía principal se llevó a cabo en Londres y en los estudios Ealing durante nueve semanas entre mayo y junio de 2003.
La película se estrenó en Londres el 29 de marzo de 2004, antes de estrenarse en cines en el Reino Unido el 9 de abril de 2004 y en los Estados Unidos el 24 de septiembre. Fue recibida con elogios de la crítica y éxito comercial, recaudando $38,7 millones en todo el mundo con un presupuesto de $6,1 millones y recibiendo dos nominaciones en los Premios de Cine de la Academia Británica. Ocupó el tercer lugar en la lista de Channel 4 de las 50 mejores películas de comedia y rápidamente adquirió seguidores de culto. En los estudios cinematográficos, se la considera un producto de la ansiedad posterior al 11 de septiembre y un modelo para la comedia transnacional, mientras que el brote de zombis tal como se representa en la película se ha utilizado como un ejemplo de modelo para el control de enfermedades.

## Trama
La película cuenta la historia de Shaun (Simon Pegg), un vendedor de productos electrónicos que vive en Londres, inmerso en la rutina de la ciudad. El protagonista vive junto con su mejor amigo Ed (Nick Frost) y Pete (Peter Serafinowicz), quien no soporta a Ed. Las actividades que realizan a diario es jugar TimeSplitters 2 en la PlayStation 2 e ir a su pub favorito, el Winchester. Sin embargo, Liz (Kate Ashfield), novia de Shaun, cansada de su comportamiento y estilo de vida, así como después de arruinar una cita, termina su relación. Shaun intenta recuperar a su novia, pero en ese instante los muertos comienzan a cobrar vida alrededor del mundo. 
Shaun decide salvar a Ed, Liz, su madre Barbara (Penelope Wilton), su padrastro Phillip (Bill Nighy), y a los amigos de Liz, David (Dylan Moran) y Dianne (Lucy Davis). Su plan consiste en llevarlos al Winchester donde se refugiarían de los zombis. Shaun recibe una llamada de su madre diciendo que ella está bien, pero que Phillip fue mordido. Shaun y Ed llegan a casa de Barbara esperando encontrar a Phillip convertido, pero descubren que sigue vivo. Cuando van a subir al auto de Phillip, este es nuevamente mordido. Posteriormente, los cuatro suben al auto y recogen a Liz, David y Dianne. Tras esto Phillip muere producto de sus heridas, y antes de fallecer le dice a Shaun que cuando lo conoció era un niño y no quería que se diera por vencido por haber perdido a su padre, que él quería ser la nueva figura que Shaun admirara y le pide que cuide a Barbara. Luego de decir estas palabras Phillip se convierte en zombi y lo abandonan en el auto.
Mientras buscan un atajo al Winchester, los personajes encuentran a Ivonne (Jessica Stevenson), amiga de Shaun. En el camino al Winchester Shaun vence a un zombi que había atacado a Barbara, quien aparentemente resulta ilesa del enfrentamiento. Shaun y sus acompañantes logran llegar al pub haciéndose pasar por zombis, pero son descubiertos antes de poder entrar. Mientras los demás entran al Winchester por una ventana que David rompió, Shaun distrae a los zombis. Shaun llega al bar por la entrada trasera y les dice que fue fácil despistarlos, que no son muy listos. Los personajes se sientan en la oscuridad comiendo botanas y deciden encender las luces y el televisor. Shaun va a la parte trasera a encender las luces y descubre que los zombis lo siguieron. 
Al encender las luces los personajes descubren que no están solos en el bar; los dueños ahora son zombis y los empiezan a atacar. Además, el grupo de zombis que estaba afuera comienza a entrar al Winchester. Luego de matar al dueño zombi, Shaun se arma con el rifle del que lleva nombre el establecimiento. Sin embargo, Shaun descubre que su madre fue mordida por el zombi que anteriormente la había atacado. Antes de morir, Barbara le entrega a Liz el collar que el verdadero padre de Shaun le había dado. Shaun y su madre se despiden por última vez. Dado que Barbara se convertirá en zombi después de morir, David decide matarla antes de que ocurra, ante lo cual Shaun y Ed lo amenazan con unas botellas rotas. Shaun, entristecido, decide que será él quien dispare a su madre. Tras hacerlo golpea a David, y este los amenaza con el rifle. Los demás personajes lo convencen de bajar el arma, pero David es devorado por los zombis que entraron por la ventana. Dianne sale del Winchester para ir por David y desaparece entre las criaturas.
Después de esto, Ed es mordido por un Pete zombi. Shaun y Liz lo llevan tras la barra del Winchester y le prenden fuego al lugar para evitar que los zombis los alcancen. Los tres huyen al sótano del bar y encuentran un elevador que da a la calle. Sin embargo, Ed decide quedarse en el sótano, ya que su herida no le permitirá ir lejos. Shaun le entrega su rifle para que se defienda de los zombis y ambos se despiden. Cuando Shaun y Liz salen al calle, el ejército británico guiados por Ivonne llega a rescatarlos. 
Seis meses más tarde, la civilización ha regresado a la "normalidad", donde la gente se acostumbrado a la presencia de los zombis y los usan tanto para mano de obra barata como entretenimiento; mientras que Shaun y Liz viven juntos en una casa segura. La película termina con Shaun entrando en un cobertizo donde conserva a Ed (ahora un zombi) para jugar videojuegos.

## Reparto
- Simon Pegg como Shaun.
- Nick Frost como Ed.
- Kate Ashfield como Liz.
- Lucy Davis como Dianne.
- Dylan Moran como David.
- Penelope Wilton como Barbara.
- Bill Nighy como Phillip.
- Jessica Stevenson como Yvonne.
- Peter Serafinowicz como Pete.
- Rafe Spall como Noel.
- Jeremy Thompson como Él mismo.
- Martin Freeman como Declan.
- Reece Shearsmith como Mark.
- Tamsin Greig como Maggie.
- Julia Deakin como Madre de Yvonne.
- Matt Lucas como Tom.
- Trisha Goddard como Ella misma.
- Chris Martin como Él mismo.
- Keith Chegwin como Él mismo.
- Krishnan Guru-Murthy como Él mismo.
- Carol Barnes como Ella misma.
- Rob Butler como Él mismo.
- Vernon Kay como Él mismo.
- Jon Buckland como Él mismo.

## Producción
La idea de filmar la película surgió mientras Simon Pegg y Edgar Wright realizaban un capítulo de la serie de televisión Spaced. En el capítulo, Tim, personaje interpretado por Pegg, comienza a tener alucinaciones mientras juega Resident Evil 2, en ellas se imagina a sí mismo luchando contra zombis. Sin embargo, surgió un inconveniente:

Nos dimos cuenta que no podríamos lograr lo que George Romero hizo en Dawn of the Dead, tampoco podíamos utilizar el estilo cómico de Sam Raimi o Peter Jackson, entonces pensamos, "bueno, por qué no hacerlo desde otro ángulo".
Simon Pegg

Es debido a esto que decidieron experimentar con una mezcla entre el cine de terror y romántico, similar a la película An American Werewolf in London (1981). Otro de los objetivos era realizar un homenaje al subgénero de los zombis, lo cual está reflejado en el título, similar a Dawn of the Dead (1978) de George A. Romero; ambos, Wright y Pegg, eran fanáticos de su trabajo. Además de Romero, la película fue influenciada por el trabajo de los directores de cine Sam Raimi, John Carpenter, Mike Leigh, Woody Allen, Wes Anderson, Peter Jackson y los hermanos Coen.

### Guion
El guion fue escrito por Edgar Wright y Simon Pegg durante aproximadamente dieciocho meses. Fue la primera vez que trabajaron juntos en un guion, ya que en la serie Spaced Pegg lo hizo junto a Jessica Stevenson. Para la realización vieron algunas películas como La noche de los muertos vivientes (1968), Dawn of the Dead (1978), Day of the Dead (1985), Asalto a la comisaría del distrito 13 (1976), Perros de paja (1971), Raising Arizona (1987), Back to the Future (1985) y Los pájaros (1963). La idea original no era realizar una parodia a las películas de terror, como Scary Movie, sino que una especie de homenaje al género.
Los actores se reunieron tres semanas antes de la filmación para ensayar el guion y realizar algunos cambios en este. Según Pegg, el guion presentaba una estructura definida, con algunas líneas y acciones que se repetían a lo largo de la película, por lo que no recurrieron a la improvisación. Solo dos escenas fueron improvisadas, cuando Ed (Nick Frost) comienza a describir a las personas que están en el bar y cuando Shaun (Simon Pegg) ofrece maní a los demás.

### Casting
La película cuenta con el trabajo de actores británicos, muchos de los cuales habían trabajado con anterioridad en la serie de televisión Spaced, incluyendo a Simon Pegg, Nick Frost, Jessica Stevenson y Peter Serafinowicz. El director Edgar Wright conoció a Simon Pegg, quien interpreta a Shaun, mientras este realizaba una rutina en el programa The Stand Up Show de BBC1. Tras esto trabajaron en la serie de televisión Asylum de Paramount Comedy en 1996. Luego trabajó en Spaced, donde interpretó a Tim Bisley, protagonista de la serie, y en Band of Brothers (2001), como el sargento William Evans. Sobre su labor como guionista y actor Pegg comentó:

Bueno, sólo significó que podía escribir basándome en mis propias virtudes. En términos de filmación, podía escribir cualquier cosa que quisiera hacer o ver. Creo que sería bueno ver a más actores/escritores o actores/directores debido a que el resultado final tendría una mayor identidad, ya que menos gente contribuye, sería un punto de vista más polarizado.

Nick Frost, quien interpreta a Ed en la película, trabajaba como camarero cuando conoció a Simon Pegg. Aunque Frost no tenía experiencia actuando, ambos protagonizaron la serie de televisión Spaced, dirigida por Edgar Wright. Según Frost, la relación entre su personaje y el de Pegg en Shaun of the Dead está basada en algunos aspectos de la vida real, debido a que ambos vivieron juntos durante años. Spaced fue escrita por Jessica Stevenson, quien además interpreta al personaje de Daisy Steiner en la misma, obteniendo dos British Comedy Award por su trabajo. Antes de actuar en la película, Stevenson participó en algunas series de televisión como Midsomer Murders y Black Books. En Shaun of the Dead interpreta a Yvonne, amiga de Shaun.
Kate Ashfield interpreta a la novia de Shaun, Liz. Antes de trabajar en la película protagonizó Late Night Shopping (2001) y This Little Life (2003). Lucy Davis, quien interpreta a Dianne, amiga de Liz, trabajó en la serie de televisión británica The Office antes de actuar en Shaun of the Dead. David, amigo de Liz, fue interpretado por Dylan Moran, quien había trabajado en la comedia situacional Black Books.
Barbara, madre de Shaun, es interpretada por la actriz Penelope Wilton. Pegg y Wright la eligieron para el papel debido principalmente a su trabajo en el sitcom Ever Decreasing Circles de 1984. Antes de trabajar en la película participó en Cry Freedom (1987), Iris (2001) y Calendar Girls (2003). Bill Nighy, ganador de los premios Globo de Oro y BAFTA, interpreta a Phillip, padrastro de Shaun. Nighy había participado en la película Love Actually (2003) de Working Title Films, compañía que produjo Shaun of the Dead. Según Edgar Wright, le enviaron el guion y tras leerlo aceptó actuar en la película.
En la película aparecen además algunos cameos de actores y personalidades británicas como Martin Freeman, Julia Deakin, Tamsin Greig, Reece Shearsmith, Matt Lucas, Trisha Goddard, Rob Brydon, Paul Putner, Chris Martin y Jon Buckland. Los zombis fueron interpretados por aproximadamente 40 actores y dobles de acrobacias, pero no fueron suficientes, así que la producción puso un anuncio en el sitio web de la serie Spaced en busca de extras. Varios fanáticos de la serie respondieron al llamado, por lo que se realizaron audiciones para elegirlos.

### Rodaje

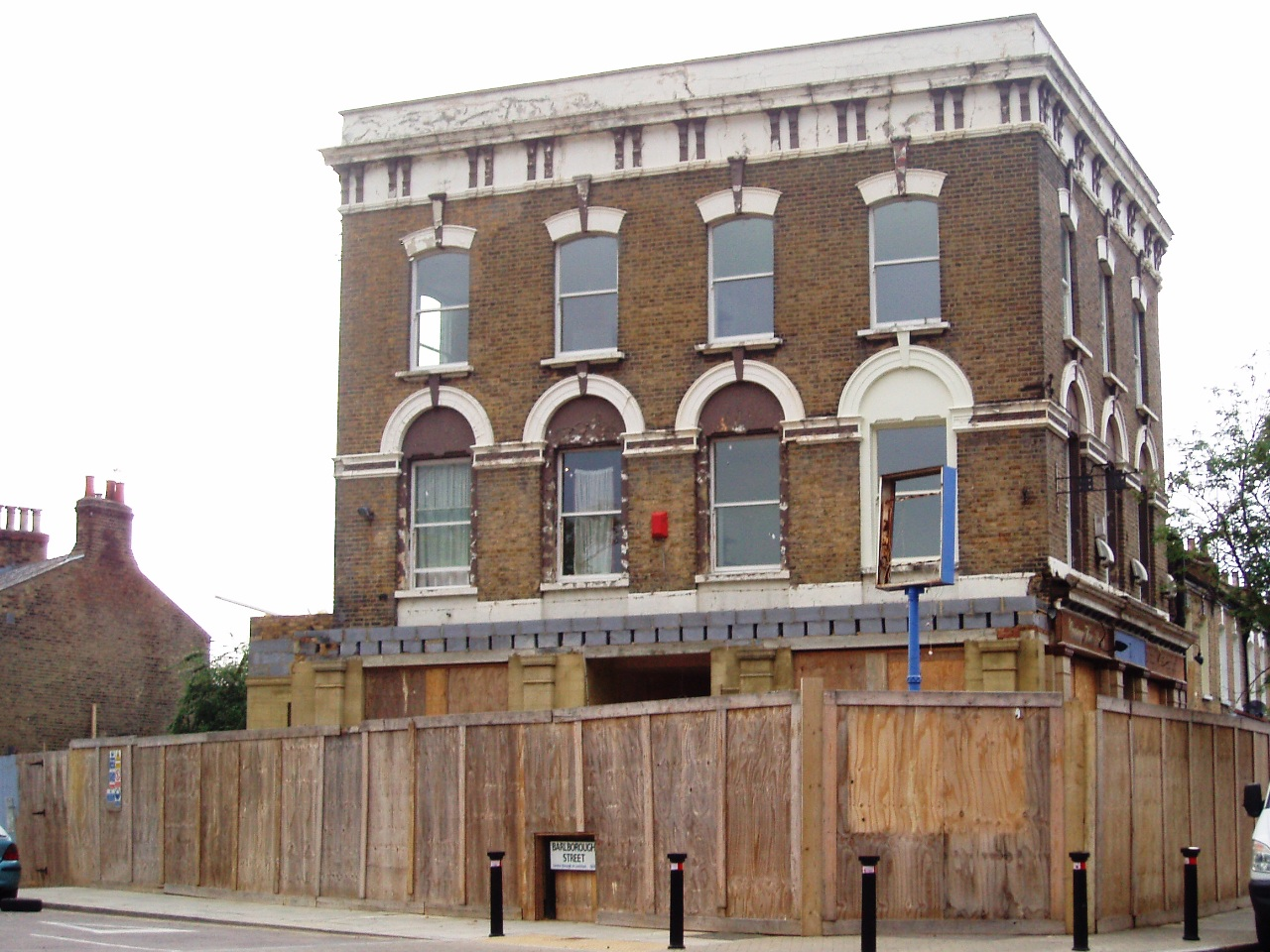
Duke of Albany, bar utilizado en la película para las escenas exteriores del ficticio Winchester.

La película contó con un presupuesto de cuatro millones de libras y fue filmada totalmente en la ciudad de Londres, específicamente en el distrito de North London. Según Wright, «no es el Londres de Richard Curtis o Guy Ritchie, es más el de Mike Leigh», debido principalmente a que no muestra los lugares que caracterizan a la ciudad. Las escenas donde se muestra el interior de la casa de Shaun y algunas del Winchester fueron realizadas en los estudios Ealing. Las escenas exteriores del Winchester fueron filmadas en un bar llamado Duke of Albany, el cual está ubicado en la parte sur de Londres. A pesar del éxito de la película, el bar fue cerrado en 2005.
Durante esos años fueron estrenadas varias películas sobre zombis, como 28 Days Later (2002), Resident Evil (2002), Resident Evil 2 (2004) y Dawn of the Dead (2004). El director Edgar Wright vio este hecho como una oportunidad para las audiencias más jóvenes de familiarizarse con el subgénero.

## Recepción
Shaun of the Dead fue estrenada el 9 de abril de 2004 en el Reino Unido, el 24 de septiembre en Estados Unidos y el 29 de octubre en España. La película obtuvo una buena respuesta por parte del público y la crítica. La cinta recaudó $13 millones en Estados Unidos, $12 millones en el Reino Unido y $64 mil en España, obteniendo un total de $30 millones alrededor del mundo.
Debido a que Shaun of the Dead estaba basada en el trabajo de George A. Romero, Edgar Wright y Simon Pegg quisieron saber qué opinaba el director de su película. Una persona de Universal Pictures le entregó la película mientras estaba en Florida y tras verla los llamó diciendo que le había "encantado". Como resultado, tanto Wright como Pegg tuvieron un cameo en Land of the Dead (2005) como zombis. Otras personas ligadas al mundo del terror, como Robert Rodriguez, Stephen King, Sam Raimi y Guillermo del Toro, opinaron de manera positiva sobre Shaun of the Dead. El director de cine Quentin Tarantino la incluyó entre las 20 mejores películas que se habían hecho entre 1992 —año en que inició su carrera como director— y 2009.

### Crítica
La reacción por parte de la crítica fue positiva, la película posee un 91 % de comentarios «frescos» en Rotten Tomatoes y un promedio de 76/100 en Metacritic. En 2005 obtuvo el tercer puesto en una encuesta de Channel 4 acerca de las mejores películas cómicas de todos los tiempos. En 2007, Stylus Magazine la posicionó en el noveno puesto de las mejores películas de zombis. Ese mismo año, la revista Time la ubicó entre las 25 mejores películas de terror jamás creadas. En 2009, el periódico británico The Times la incluyó en el puesto número 58 de las 100 mejores películas de la década. Al año siguiente, la revista Wired la incluyó entre las 25 mejores películas de terror de todos los tiempos.
El crítico de cine Roger Ebert la calificó con 3 estrellas de 4, argumentando que la opción de centrarse en los personajes "vivos" fue acertada por parte de la película. Stephen Holden del New York Times destacó la crítica social que realiza Shaun of the Dead y la ironía que posee. Por su parte, Carla Meyer del San Francisco Chronicle pensó que la película era "extraordinariamente fresca e inventiva". A estos comentarios se unió Peter Travers de la revista Rolling Stone, quien pensó que "esta mezcla entre terror y comedia expresa de gran manera el espíritu de George Romero".

## Versiones
El DVD de la película fue lanzado el 6 de septiembre de 2004 en el Reino Unido. Entre los extras del DVD se encuentra un cómic narrado por los propios actores que explica los sucesos no mostrados en pantalla. Se narra, por ejemplo, cómo Dianne logra sobrevivir del ataque de los zombis cuando intenta recuperar a su novio, o cómo Ed termina en el cobertizo de Shaun al final de la película. La versión en HD DVD de la cinta fue lanzada en julio de 2007, y dos años más tarde su versión en Blu-ray.

## Banda sonora
La banda sonora de la película fue realizada por Pete Woodhead y Daniel Mudford, quienes se basaron en el trabajo del grupo italiano Goblin, responsable de la música de Dawn of the Dead (1978). La banda sonora incluye además canciones de grupos como Queen, I Monster, Ash, The Smiths y Lemon Jelly, entre otros. En algunas canciones se pueden oír diálogos de la película.
El video de la canción «Panic» de The Smiths es mostrado en la película, en la escena donde Shaun cambia los canales de la televisión. Además, la canción «Don't Stop Me Now» de Queen fue incluida en la escena donde Shaun, Liz y Ed golpean al dueño del Winchester. La canción «Kernkraft 400» de Zombie Nation se puede oír en la escena donde Shaun está en el bus.

### Lista de canciones
1. "Figment"
2. "The Blue Wrath" - I Monster
3. "Mister Mental" - Eighties Matchbox B-Line Disaster
4. "Meltdown" - Ash
5. "Don't Stop Me Now" - Queen
6. "White Lines (Don't Do It)" - Grandmaster Flash, Melle Mel y The Furious Five
7. "Hip Hop, Be Bop (Don't Stop)" - Man Parrish
8. "Zombie Creeping Flesh"
9. "Goblin Zombi" / "Kernkraft 400 (Osymyso Mix)" - Zombie Nation
10. "Fizzy Legs"
11. "Soft" - Lemon Jelly
12. "Death Bivouac"
13. "The Gonk (Kid Koala Remix)" - The Noveltones
14. "Envy the Dead"
15. "Ghost Town" - The Specials
16. "Blood in Three Flavours"
17. "Panic" - The Smiths
18. "Everybody's Happy Nowadays" - Ash y Chris Martin[Nota 1]
19. "You're My Best Friend" - Queen
20. "You've Got Red on You / Shaun of the Dead Suite"
21. "Normality"
22. "Fundead"

## Premios
La película obtuvo seis premios tras su estreno:
| Año  | Premios                              | Categoría                                             | Nominado/a                    | Resultado | Notas                                            |
| ---- | ------------------------------------ | ----------------------------------------------------- | ----------------------------- | --------- | ------------------------------------------------ |
| 2004 | British Independent Film Awards      | Mejor película británica independiente                | Shaun of the Dead             | Nominada  | [ 47 ]                                           |
| 2004 | British Independent Film Awards      | Mejor Guion                                           | Edgar Wright y Simon Pegg     | Ganadores | [ 47 ]                                           |
| 2004 | British Independent Film Awards      | Most Promising Newcomer                               | Nick Frost                    | Nominado  | [ 47 ]                                           |
| 2005 | Online Film Critics Society          | Mejor Guion Original                                  | Edgar Wright y Simon Pegg     | Nominados | [ 48 ]                                           |
| 2005 | Evening Standard British Film Awards | Premio Peter Sellers de Comedia                       | Simon Pegg                    | Ganador   | [ 49 ]                                           |
| 2005 | London Film Critics' Circle Awards   | Película Británica del Año                            | Shaun of the Dead             | Nominada  | [ 48 ]                                           |
| 2005 | London Film Critics' Circle Awards   | Guionistas del año                                    | Edgar Wright y Simon Pegg     | Nominado  | [ 48 ]                                           |
| 2005 | Premios BAFTA                        | Mejor Película Británica                              | Shaun of the Dead             | Nominada  | [ 48 ]                                           |
| 2005 | Premios BAFTA                        | Debut de un guionista británico, director y productor | Nira Park                     | Nominado  | Como productora                                  |
| 2005 | Empire Awards                        | Mejor Película Británica                              | Shaun of the Dead             | Ganadora  | [ 48 ]                                           |
| 2005 | Empire Awards                        | Mejor Director Británico                              | Edgar Wright                  | Nominado  | [ 48 ]                                           |
| 2005 | Empire Awards                        | Mejor Actor Británico                                 | Simon Pegg                    | Nominado  | [ 48 ]                                           |
| 2005 | Empire Awards                        | Mejor Actriz Británica                                | Kate Ashfield                 | Nominada  | [ 48 ]                                           |
| 2005 | Empire Awards                        | Escena del año                                        | The records and zombies scene | Nominada  | [ 48 ]                                           |
| 2005 | Saturn Awards                        | Mejor Película de Terror                              | Shaun of the Dead             | Ganadora  | [ 48 ]                                           |
| 2005 | Bram Stoker Awards                   | Mejor Guion                                           | Edgar Wright y Simon Pegg     | Ganadores | Empate con Eternal Sunshine of the Spotless Mind |